# Frank Anderson (scacchista)
Frank Ross Anderson (Edmonton, 3 gennaio 1928 – San Diego, 18 settembre 1980) è stato uno scacchista canadese.

## Biografia
Nel 1954 diventò il primo Maestro Internazionale nato nel Canada. Vinse due volte il campionato nazionale canadese: nel 1953 a Winnipeg (alla pari con Daniel Yanofsky) e nel 1955 a Ottawa. 
Partecipò con il Canada alle Olimpiadi del 1954, 1958 e 1964. Vinse la medaglia d'oro individuale in seconda scacchiera alle olimpiadi di  Amsterdam 1954 e  Monaco di Baviera 1958.
Vinse sei volte il campionato della città di Toronto (1947, 1948, 1950, 1951, 1952 e 1958).  